# Phrurolithus oabus
Phrurolithus oabus är en spindelart som beskrevs av Chamberlin och Ivie 1935. Phrurolithus oabus ingår i släktet Phrurolithus och familjen flinkspindlar. Inga underarter finns listade i Catalogue of Life.